# Kitselas Canyon
Kitselas Canyon är en kanjon i Kanada.   Den ligger i provinsen British Columbia, i den sydvästra delen av landet, 3 800 km väster om huvudstaden Ottawa. Kitselas Canyon ligger 150 meter över havet.
Terrängen runt Kitselas Canyon är bergig åt nordost, men åt sydväst är den kuperad. Kitselas Canyon ligger nere i en dal. Närmaste större samhälle är Terrace, 14,2 km sydväst om Kitselas Canyon.
I omgivningarna runt Kitselas Canyon växer i huvudsak barrskog. Trakten runt Kitselas Canyon är nära nog obefolkad, med mindre än två invånare per kvadratkilometer.